# Bryan Gaul
Bryan Gaul (* 10. August 1989 in Naperville, Illinois) ist ein amerikanischer ehemaliger Fußballspieler. Er stand zuletzt in der deutschen 3. Liga beim FSV Zwickau unter Vertrag.

## Karriere
Bryan Gaul spielte in der Jugend  zwischen 2008 und 2011 im  College Football für Bradley University. 2012 wurde Gaul vom LA Galaxy des MLS Supplemental Draft 2012 ausgewählt. Er gab sein Debüt für den Club am 2. Mai gegen Seattle Sounders FC. Nach Ausleihe im Jahr 2013 zum NASL Club Carolina Railhawks, bekam er keinen neuen Vertrag bei Galaxy. Er wechselt vor der Saison 2015 zu dem USL-Klub Saint Louis FC.
Im Januar 2016 wechselte Gaul nach Deutschland und unterschrieb beim Bahlinger SC in der Regionalliga Südwest. Nach der Saison 2015/16 wechselte er zu den Kickers Offenbach. Danach ging Gaul zur Saison 2016/17 zur SV Elversberg. Am 29. Mai 2018 wurde bekannt, dass Gaul zum Drittligisten FSV Zwickau wechselte und dort einen Zweijahresvertrag unterschrieb. Sein ursprünglich bis 2020 gültiger Vertrag wurde im Frühjahr 2019 auf persönlichen Wunsch des Spielers vorzeitig aufgelöst, um ihm eine Rückkehr in die Heimat zu ermöglichen. Fußballerisch trat er danach nicht mehr in Erscheinung.

## Erfolge
Los Angeles Galaxy
- MLS Cup: 2012

SV Elversberg
- Saarlandpokalsieger: 2018